# Beograd (zespół muzyczny)
Beograd (cyr. Београд) – jugosłowiański zespół synth popowy tworzący na pograniczu muzyki elektronicznej.

## Historia
Zespół został założony w 1981 roku w Belgradzie przez Slobodana Stanicia (syntezator), Dejana Stanisavljevicia (syntezator, wokal), Ljubodraga Bubalo (gitara basowa, syntezator) i jego brata Mića (automat perkusyjny, perkusja elektroniczna). Wkrótce po założeniu grupę opuścił Slobodan Stanić. Debiutanckim, a zarazem pierwszym w Jugosławii singlem muzyki elektronicznej była płyta z utworami Sanjaš li u boji? i T.V.. Singiel ukazał się w 1982 roku. Pierwszy album Remek depo grupa wydała w 1983 roku. W połowie 1983 roku z zespołu odszedł Dejan Stanisavljević, grupa została rozwiązana.

### Wpływ
Zespół uważany jest za pioniera muzyki elektronicznej w państwach byłej Jugosławii.

## Dyskografia

### Albumy studyjne
- Remek depo (PGP RTB, 1983)

### Single
- Sanjaš li u boji? / T.V. (Jugoton, 1982)

### Kompilacje
- Vrući Dani I Vrele Noći (Jugoton, 1982)
- Rock 'N' Roll "Ravno Do Dna" I Druge, Više-Manje, Čudnovate Pjesme (1980-1989) (Croatia Records, 1999)